# 中條扁鱂
中條扁鱂，為輻鰭魚綱鯉齒目鰕鱂亞目鰕鱂科的其中一種，為熱帶淡水魚，分布於非洲中非共和國西南部Oubangui流域，體長可達6公分，棲息在森林覆蓋的溪流底中層水域，生活習性不明，可作為觀賞魚。

## 擴展閱讀
維基物種上的相關：中條扁鱂